# منصور الشامي الدمنهوري
منصور الشامي الدمنهوري (1906 - 26 مارس 1959) قارئ قرآن مصري.

## حياته
ولد بمدينة دمنهور عاصمة محافظة البحيرة عام 1906 وحفظ القرآن صغيراً، ثم انتقل إلى طنطا لتكملة دراسته في علوم القرآن. انتقل بعد ذلك إلى الإسكندرية، وذاع صيته لقراءته المميزة، وأصبح رئيساً لرابطة القراء بالإسكندرية.
سجل للإذاعة المصرية في عام 1945، كما كان من العلامات المميزة لإذاعة فلسطين والتي كانت تبث من القاهرة، فكان يقرأ صباح كل يوم أحد. توفي منصور الشامي الدمنهوري في 26 مارس 1959.

## مسيرته
برز اسم «الدمنهوري» في محافظة الإسكندرية خاصةً بعد إعجاب قيثارة السماء الشيخ محمد رفعت به، لدرجة أنه اختاره للقراءة معه في ليلة واحدة بإحدي حفلاته في الإسكندرية، وشهد له بالتفوق والنبوغ.

### عُين قارئاً لمسجد سيدي أبي العباس المرسي بالإسكندرية
في عام 1941، عُين «الدمنهوري» قارئاً لمسجد سيدي أبي العباس المرسي بالإسكندرية، وتم اختياره رئيساً لجمعية المحافظة على القرآن الكريم، ثم رئيساً لرابطة القراء في الإسكندرية لعدة سنوات.

### اعتماده بالإذاعة المصرية
في عام 1945 اعتُمد «الدمنهوري» بالإذاعة المصرية، بأجر خمسة جنيهات، ثم لم يلبث أن ارتفع أجره إلى عشرة ثم خمسة عشر جنيهاً عن كل إذاعة، وكان يذيع في نفس الوقت من محطات لندن سوريا والشرق الأدنى وباكستان، كما كان من العلامات المميزة لإذاعة فلسطين والتي كانت تبث من القاهرة، فكان يقرأ صباح كل يوم أحد.

### إحياء حفل تأميم قناة السويس
أحيا «الدمنهوري» الاحتفال بالعيد الرابع لثورة يوليو في عام 1956، والذي ألقي فيه الرئيس الراحل جمال عبد الناصر، خطاب تأميم قناة السويس، وأبهر الجميع بعذوبة الصوت، وجمال الأداء، حيث تميز بين قارائي القرآن الكريم بأنه كان صاحب شخصية قرآنية مستقلة، وصاحب طريقة متميزة في ختام التلاوة.

### جولاته الخارجية
سافر «الدمنهوري» إلى العديد من الدول العربية لإحياء ليالي شهر رمضان المبارك، وقرأ القرآن الكريم في المسجد الأموي بدمشق، وغيرها من المساجد العريقة حول العالم، حتى أصبح له جمهور عريض من المستمعين في مصر والعالم العربي والإسلامي.

## وفاته
توفي القارئ منصور الشامي الدمنهوري، في مثل هذا اليوم 26 مارس 1959، عن عُمر ناهز الـ53 عاماً، بعد أن ترك إرثاً من التسجيلات القرآنية النادرة داخل مصر وخارجها، وبعد أن رزقه الله بـ13 ولداً وبنتاً أصبح منهم أساتذة جامعة وأطباء وضباطاً ومهندسين.